# Tom Lipinski
Tom Lipinski (ur. 25 czerwca 1982 w Bostonie) – amerykański aktor, producent i reżyser pochodzenia polskiego, znany m.in. z ról w takich produkcjach jak W garniturach (2011), Billions (2016), Młodość (2015) czy The Knick (2015).

## Filmografia
- Jak nas widzą
- Black Dog, Red Dog
- W garniturach
- Madoff
- Blood Stripe
- Mercy
- Don't Worry Baby
- The Knick
- Młodość
- Modlitwa na telefon
- Home Is Where Your Heart Aches
- Długi, wrześniowy weekend
- Oszustwo